# Lycoprosopa atrimaculata
Lycoprosopa atrimaculata är en tvåvingeart som först beskrevs av Hobby 1934.  Lycoprosopa atrimaculata ingår i släktet Lycoprosopa och familjen rovflugor.
Artens utbredningsområde är Madagaskar. Inga underarter finns listade i Catalogue of Life.